# NGC 4433
NGC 4433 is een balkspiraalstelsel in het sterrenbeeld Maagd. Het hemelobject werd op 16 maart 1828 ontdekt door de Britse astronoom John Herschel.

## Synoniemen
- MCG -1-32-13
- IRAS 12250-0800
- PGC 40894